# مخطط الجسم الحر

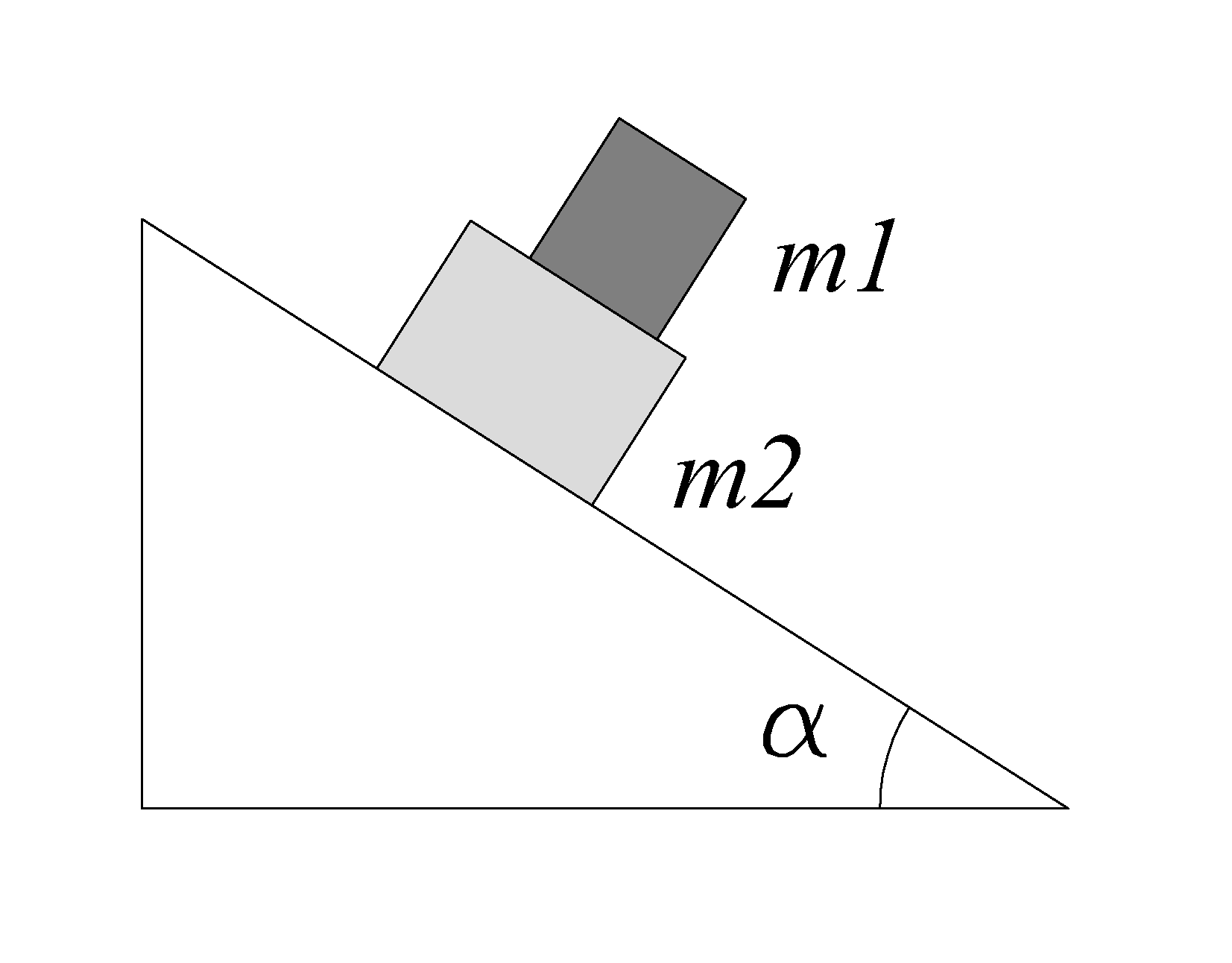
كتلتان متراكبتان تنزلقا على منحدر

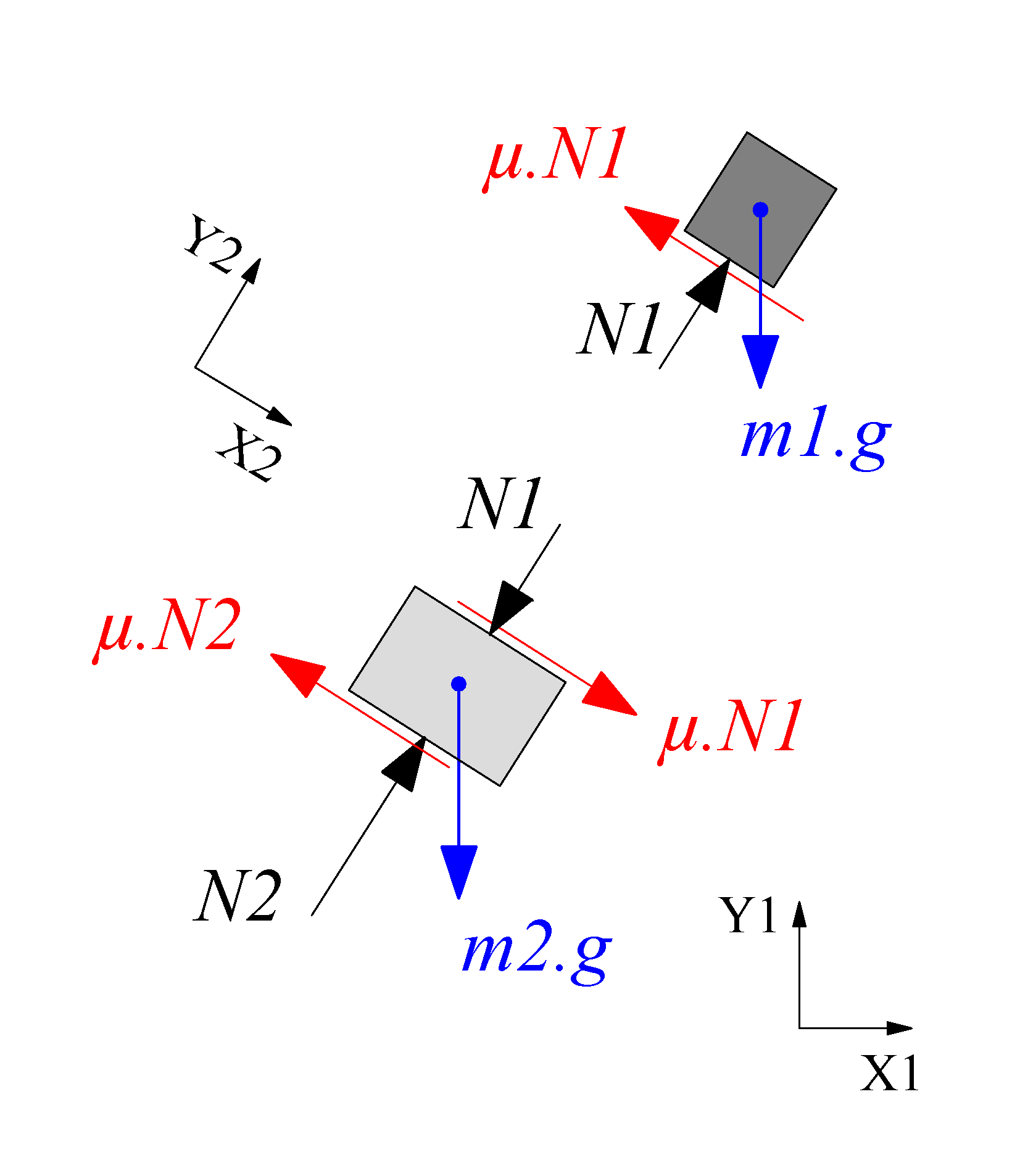
مخطط الجسم الحر للكتلتين

مخطط الجسم الحر (بالإنجليزية: free body diagram)‏: هو تمثيل تصويري يستخدمه الفيزيائيون والمهندسون غالبا لتحليل القوى المؤثرة على الجسم الحر. يظهر مخطط الجسم الحر كل قوى التماس وقوى المجال المؤثرة على الجسم. يساعد هذا الرسم في حل القوى المجهولة أو معادلات حركة الجسم. يساعد رسم مخطط الجسم الحر في تسهيل فهم القوى، والعزوم، وعلاقتها مع بعضها الآخر، وتطبيق المفاهيم الأساسية لإيجاد حل لهذه المشكلة. يستخدم المخطط أيضا كوسيلة تخيلية للمساعدة في تحديد القوى الداخلية - على سبيل المثال، كقوى القص وعزوم الانحناء في الجوائز - الناشئة في الهياكل.

## كيفية رسم المخطط
يتألف مخطط الجسم الحر في المقام الأول من رسم للجسم المدروس والأسهم التي تمثل القوى المطبقة على الجسم. اختيار الجسم المدروس هو أول قرار مهم في حل المسائل. على سبيل المثال، للعثور على القوى المؤثرة على محور زوج الزردية، فمن المفيد وضع مخطط الجسم الحر لطرف واحد فقط من الطرفين، وليس النظام كله، أي باستبدال القوى المؤثرة بالنصف الثاني من الزردية.

### ماذا يتضمن مخطط الجسم الحر
يحتاج رسم مخطط الجسم الحر للجسم المدروس إلى أن يشمل فقط القدر الكافي من التفصيل. وغالبا ما يكون هذا القدر الكافي بسيطا. واعتمادًا على التحليل اللازم، والنموذج الموظف لهذا الغرض، فقد تكفي نقطة واحدة فقط.
تمثل جميع التماسات الخارجية، والقيود، وقوى الجسم بأسهم المتجهات الموصوفة بالوصف المناسب. تبين الأسهم اتجاه و مقدار القوى المختلفة. يجب أن تشير السهام إلى نقطة تطبيق القوة التي تمثلها.
ترسم القوى المؤثرة على الجسم فقط. قد تشمل هذه القوى الاحتكاك، والجاذبية، والقوى الناظمية (رد الفعل)، وقوى المقاومة، أو مجرد قوى التماس بسبب الدفع.
يرسم مخطط الجسم الحر مع جملة إحداثيات ملائمة. وجملة الإحداثيات تجعل تعريف المتجهات أسهل عند كتابة معادلات الحركة. يمكن اختيار اتجاه المحور x للتخلص من مشكلة مساقط القوى في المستوي المنحني، مثلا. في تلك الحالة، مركبة قوة الاحتكاك لها مركبة وفق اتجاه المحور x فقط، والقوة الناظمية لها مركبة وفق المحور y فقط. قوة الجاذبية تبقى لها مركبتين وفق كلا الاتجاهين x و y.

### ماذا يهمل في مخطط الجسم الحر

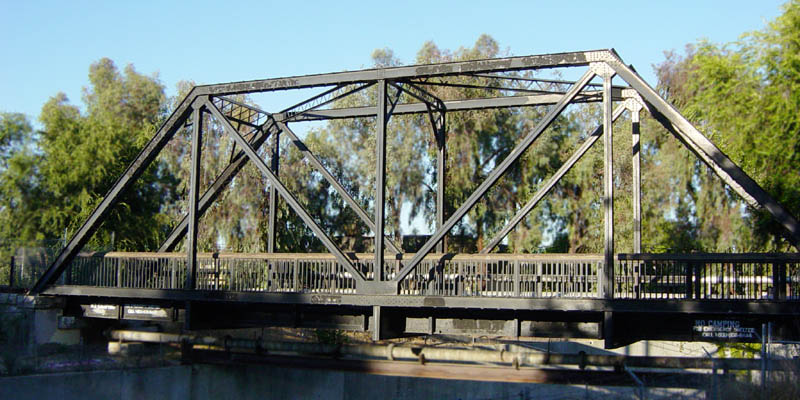
جسر جمالوني

تهمل جميع التماسات الخارجية وتستبدل بالمتجهات الممثلة للقوة كما شرح على النحو المبين أعلاه. لا يتضمن مخطط الجسم الحر على القوى التي يؤثر بها الجسم الحر على الأجسام الأخرى. على سبيل المثال، بوضع كرة على الطاولة، تؤثر على الطاولة بقوة، وترد الطاولة بقوة رد فعل مساوبة ومعاكسة للقوة السابقة. يتضمن المخطط على القوة التي تؤثر بها الطاولة على الكرة فقط.
تهمل القوى الداخلية والقوى بين الأجزاء المكونة للنظام المدروس كجسم واحد. مثلا، عند تحليل جمالون بكامله كجملة واحدة لإيجاد القوى عند الدعامات، تهمل القوى بين الأجزاء المكونة للجمالون. تهمل أيضا سرعة أو تسارع الجسم المدروس، بينما تذكر وتدرس في مخطط آخر يسمى المخطط التحريكي.